# 제니퍼 루이스
제니퍼 루이스(Jenifer Lewis, 1957년 1월 25일 ~ )는 미국의 배우, 가수이다.

## 출연 작품
- 엘리안과 빛나는 마법 모험 (2024년) - 나자르 프론 장관 역
- 돌리 파튼의 크리스마스 온 더 스퀘어 (2020년) - 마젤린 역
- 아담스 패밀리 (2019년) - 슬룸 역 (목소리)
- 씽크 라이크 어 맨 투 (2014년) - 로레타 역
- 더 매직 시티 (2014년)
- 웨딩 플라이트 (2013년)
- 오브 투 마인즈 (2012년)
- 씽크 라이크 어 맨 (2012년)
- 카 2 (2011년) - 플로 목소리 역
- 패밀리 웨딩 (2010년)
- 히어애프터 (2010년)
- 낫 이즐리 브로큰 (2009년)
- 공주와 개구리 (2009년) - 마마 오디 목소리 역
- 미트 더 브라운즈 (2008, Meet the Browns)
- 후즈 유어 캐디? (2007년)
- 더티 런드리 (2006년)
- 마디아 가족의 재결합 (2006년)
- 카 (2006년) - 플로 역 (애니메이션)
- 쿡아웃 (2004년) - 토드의 어머니 엠 여사 역
- 샤크 (2004년)
- 더 선데이 모닝 스트리퍼 (2003년)
- 슈팅 히어로 주와나 (2002년)
- 브라더스 (2001년)
- 리틀 리차드 (2000년)
- 파트너 (2000년)
- 캐스트 어웨이 (2000년) - 베카 트위그 역
- 디바의 초상화 (1999, Jackie's Back)
- 블래스트 (1999년)
- 마이티 (1998년)
- 프리쳐스 와이프 (1996년)
- 걸 식스 (1996년)
- 표범 (1995년)
- 데드 프레지던트 (1995년)
- 사라의 이중 생활 (1994년)
- 로큰롤 타운 (1994년)
- 르네상스 맨 (1994년)
- 어제 오늘 그리고 내일 (1993년)
- 시스터 액트 2 (1993년)
- 첩보원 가족 (1993년)
- 스펌 뱅크 (1992년)
- 시스터 액트 (1992년)
- 두 여인 (1988년)
- 레드 히트 (1988년)

### 텔레비전
- 머피 브라운 (1990-91)
- 프렌즈 (1994)
- 터치드 바이 언 엔젤 (1997)
- The Temptations (1998) - 마마 로즈 역
- Meet the Browns (2009-10) - 비라 브라운 역
- 더 클리브랜드 쇼 (2011) - 애니메이션
- 블랙키쉬 (2014-22)